# Clive Wood
Clive Wood (Croydon, Surrey, 8 mei 1954) is een Engelse acteur.

## Theater
In 2014 speelde Clive de mannelijke hoofdrol in Antony and Cleopatra, opgevoerd in het Globe Theater in Londen.
Wood was ook in enkele afleveringen te zien van Midsomer Murders, The Pillars of the Earth (televisieserie), Brand meester (televisieserie), Casualty en gastrolletjes in onder andere Father Brown (televisieserie), A Touch of Frost en Waking the Dead.

## Film
- Library of Congress Control Number: no2009045926
- Virtual International Authority File: 83636306
- WorldCat: E39PBJgMwhDX4GtKfQFqbTx4bd